# Aglomerado do Esquadro
O aglomerado do Esquadro (Aglomerado de Norma ou ACO 3627 ou Abell 3627) é um denso aglomerado de galáxias localizado próximo ao centro do Grande Atrator, que se situa a aproximadamente 65 Mpc (212 milhões de anos-luz) de distância da Terra. Apesar de estar próximo e ser luminoso, sua observação é dificultada por sua localização próxima à Zona de Evitamento, uma região próxima ao plano galáctico da Via Láctea. Consequentemente, o aglomerado é bastante obscurecido pela poeira interestelar em comprimentos de ondas de luz visível. Estima-se que o aglomerado de Norma possua uma massa na ordem de 1015 massas solares.